# 什庫蘭卡
51°36′49″N 30°41′15″E / 51.61361°N 30.68750°E
什庫蘭卡（烏克蘭語：Шкуранка），是烏克蘭北部的村莊，隸屬切爾尼希夫州的切爾尼希夫區。該村始建於1785年，面積0.03平方公里，海拔高度137米，2001年人口5，人口密度每平方公里166.7人。